# گازبر (رودبار جنوب)
گازبر یک روستا در ایران است که در شهرستان رودبار جنوب استان کرمان واقع شده‌است. گازبر ۲۶ نفر جمعیت دارد.

## جمعیت
این روستا در بخش جازموریان قرار دارد و براساس سرشماری مرکز آمار ایران در سال ۱۳۸۵، جمعیت آن ۲۶ نفر (۵ خانوار) بوده‌است.